# Östra Ringsjön
Östra Ringsjön är en sjö i Hörby kommun och Höörs kommun i Skåne och ingår i Rönne ås huvudavrinningsområde. Den bildar Ringsjön tillsammans med Västra Ringsjön. Östra Ringsjöns norra delbassängen kallas ibland Sätoftasjön. Sjön är 16,4 meter djup, har en yta på 24,7 kvadratkilometer och befinner sig 53 meter över havet. Sjön avvattnas av vattendraget Rönne å. Vid provfiske har bland annat abborre, braxen, gädda och gös fångats i sjön.

## Delavrinningsområde
Östra Ringsjön ingår i det delavrinningsområde (619504-136061) som SMHI kallar för Utloppet av Östra Ringsjön. Medelhöjden är 81 meter över havet och ytan är 99,49 kvadratkilometer. Räknas de 8 avrinningsområdena uppströms in blir den ackumulerade arean 356,04 kvadratkilometer. Avrinningsområdets utflöde Rönne å mynnar i havet. Avrinningsområdet består mestadels av skog (19 %) och jordbruk (43 %). Avrinningsområdet har 24,74 kvadratkilometer vattenytor vilket ger det en sjöprocent på 24,8 %. Bebyggelsen i området täcker en yta av 2,24 kvadratkilometer eller 2 % av avrinningsområdet.

## Fisk
Vid provfiske har följande fisk fångats i sjön:
- Abborre
- Braxen
- Gädda
- Gös
- Karpfisk obestämd
- Lake
- Mört
- Sarv
- Sik